# فينتشنزو لا سكولا
فينتشنزو لا سكولا (بالإيطالية: Vincenzo La Scola)‏ هو مغني أوبرا إيطالي، ولد في 25 يناير 1958 في باليرمو في إيطاليا، وتوفي في 15 أبريل 2011 في مرسين في تركيا بسبب نوبة قلبية.

## وصلات خارجية
- فينتشنزو لا سكولا على موقع ميوزك برينز (الإنجليزية)
- فينتشنزو لا سكولا على موقع أول ميوزيك (الإنجليزية)
- فينتشنزو لا سكولا على موقع ديسكوغز (الإنجليزية)